# П'ятий кілометр (Ленінградська область)
П'ятий Кілометр (рос. Пятый Километр) — селище залізничної станції у Всеволожському районі Ленінградської області Російської Федерації.
Населення становить 4 особи. Належить до муніципального утворення Заневське міське поселення.

## Історія
Від 1 серпня 1927 року належить до Ленінградської області.

## Населення
1. Н/Д[3]

1. Н/Д[4]